# ペトロー・ボルボチャーン
ペトロー・ヌィクィーフォロヴィチ・ボルボチャーン(ウクライナ語:Петро Никифорович Болбочанペトロー・ヌィクィーフォロヴィチュ・ボルボチャーン、1883年 - 1919年)は、ウクライナ出身の軍人で、ウクライナ人民共和国軍の大佐、ウクライナ・コサックのオタマーンである。ボリシェヴィキとの間に行われたウクライナ・ソヴィエト戦争では、共和国軍部隊を率いて赤軍と戦った。特にクリミア作戦での活躍が知られる。

## 概要

### 初期
ボルボチャーンは、ウクライナがロシア帝国領であった1883年に、ベッサラビア県のヒジュカ（Khidzhu）村（現在のチェルニウツィー州ホティンシキィヤリブカに当たる）の聖職者の一家に生まれた。
のちにキシニウの神学校に入学し1905年に同校を卒業すると、チュフーイィウの貴族学院に入学し同学院で学問に励む。そこで、自国であるウクライナの歴史（特にコサックの歴史）について関心を持った。
その後、1909年にチュフーイェスクェ歩兵学校を卒業している。

### 軍歴
1914年に第一次世界大戦が勃発すると彼はロシア帝国軍の一員として、トボリスク第38歩兵連隊に入隊し 戦場に赴いた。1917年にロシア革命が起こると、ウクライナ地域ではウクライナ人民共和国が成立した。同共和国が1918年1月22日に独立を宣言すると、ボルボチャーンはウクライナ共和国連隊を組織して首都キエフの防衛に当たり、ミハイル・ムラヴィヨフ率いる赤軍部隊との戦いで際立った働きを残した。
2月にコスチャンティーン・プリソーウシクィイ将軍の独立ザポリージャ隊が設立されると、ボルボチャーンは第1ザポリージャ連隊(クーリニ)の指揮官となった。独立ザポリージャ隊がザポリージャ師団に改編されたのちは、第2ザポリージャ歩兵連隊を指揮し、左岸ウクライナにおけるボリシェヴィキとの戦闘に参加した。4月にはクリミア軍群の指揮官となり、北ターヴリヤとクリミア半島での赤軍との戦闘で輝かしい働きを見せた。
クリミアのウクライナ軍を指揮していたドイツ軍が第一次世界大戦での敗戦により撤退すると、白軍の勢いに押されて軍もメリトーポリとオレクサンドリーウシクに撤退した。秋には、軍はザポリージャ師団と合同して北東ウクライナに移動、ウクライナ＝ロシアの国境線の防備に就いた。それによりボルボチャーンは、第2ザポリージャ連隊の指揮官となった。これらの件に対しヘーチマン・スコロパードシクィイは、それまでの戦闘での功績からボルボチャーンへ陸軍大佐の地位を与えている。
しかし、その直後にプリソーウシクィイがロシアと連邦国家を形成することを示唆すると、ボルボチャーンはこれに対して反旗を翻し、反ヘーチマン軍を組織した。その過程でボルボチャーンはディレクトーリヤの指令によりウクライナ人民共和国軍のザポリージャ連隊のザポリージャ師団と全左岸ウクライナの部隊の総軍司令官となった。

### 没落
この年の末から翌1919年初めにかけては、ボルボチャーンにとって軍事政策上都合の悪い状況が続いた。ウクライナ軍は結局、左岸ウクライナから撤退せざるを得なくなった。そして、ボルボチャーンは何者かによる「国家への反逆」という事実無根の告発により1919年1月に逮捕され、ウクライナ人民共和国領からハルィチナーへ追放となった。
同年6月6日、ボルボチャーンは政府に公正な支援を要請するため、無断で連隊の指揮を執ったが再び逮捕され、野戦軍法会議での議論の結果 死刑を下され、6月28日にポドリスク県（現フメリニツキー州ドゥナーイウツィ地区）バリンにて銃殺となった。